# Mod ritmic
Modurile ritmice reprezintă modele de ordine temporală care au fost introduse în sec. XIII în repertoriul Școlii de la Notre Dame (1150-1240). 

## Descriere
Un mod ritmic este format din grupuri ritmice repetate pe întreg discursul muzical.
Unitățile ritmice au fost notate sub forma de ligaturi (o combinație de mai multe neume). Acestea au reprezentat primul caz de reprezentare neambiguă a duratei într-o compoziție.
Nota L (longa recta) are două unități temporale (tempus), nota B (brevis recta) are doar una. Regulile de compoziție modifică duratele unor note astfel ca numărul total de timpi al modului să fie un multiplu de 3. De exemplu, în al treilea mod prima notă primește un punct, care semnifică creșterea duratei de la doi la trei timpi. Astfel, acest mod are o durată totală de 6 timpi, nu 5.
| Grup | Durata | Transcriere in note                     | Unitatea metrică poetică similară |
| ---- | ------ | --------------------------------------- | --------------------------------- |
| 1    | L B    | quarter note · eighth note              | troheu                            |
| 2    | B L    | eighth note · quarter note              | iamb                              |
| 3    | L B B  | .                                       | dactil                            |
| 4    | B B L  | .                                       | anapest                           |
| 5    | L L    | .                                       | spondeu                           |
| 6    | B B B  | eighth note · eighth note · eighth note | tribrah                           |

Din aceasta cauză, nu toate posibilitățile au fost realizate: de exemplu un grup    (4 timpi) nu a fost utilizat.
Frazele muzicale (ordines) sunt separate de pauze egale cu durata ultimei note, de exemplu   |    .
Modurile ritmice au fost înlocuite de notația măsurată, care a evoluat la rândul ei în notația contemporană, reprezentată de metru.
1. ↑  V. Giuleanu Teoria muzicii, solfegiu, dicteu muzical, p. 17.